# برنیس (بحرالاحمر)
برنیس (به عربی: برنیس) یک منطقهٔ مسکونی در مصر است که در استان بحرالاحمر واقع شده‌است.